# Fanny Garrido

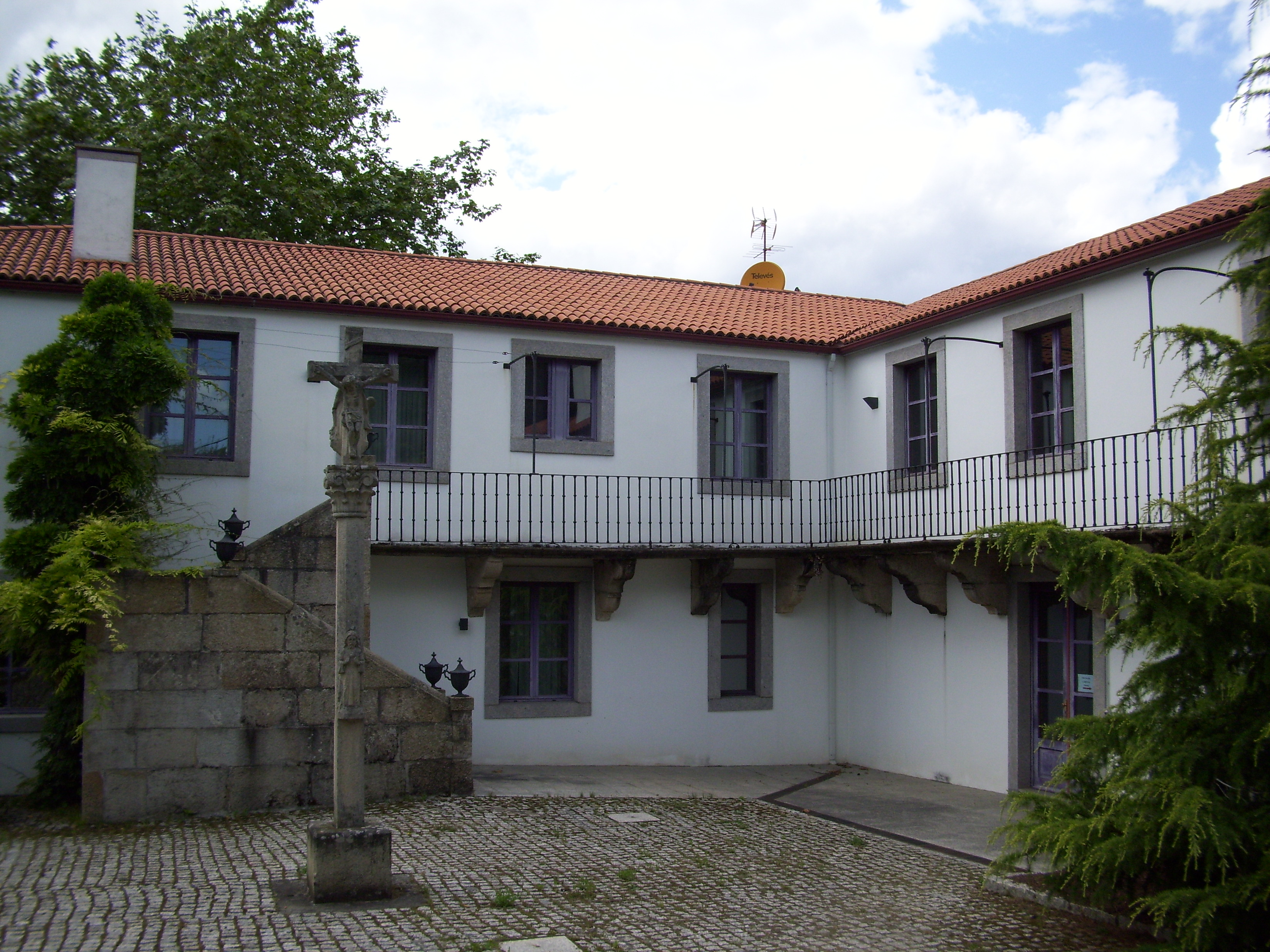
Patio del Pazo de Lóngora, residencia de Fanny Garrido. Hoy acoge al Instituto Universitario del Ambiente (de la Universidad de La Coruña).

Francisca González Garrido, conocida como Fanny Garrido (La Coruña, 1846 - Liáns, 11 de septiembre de 1917 ) fue una escritora gallega.

## Trayectoria
Casada con el compositor Marcial del Adalid, que musicalizó muchos de sus poemas, empleó también el pseudónimo de Eulalia de Liáns. Luego del fallecimiento de su marido,  se casó con el químico lucense José Rodríguez Mourelo. 
Colaboró con los periódicos Galicia y El Correo de Madrid. De su producción se destaca la novela autobiográfica Escaramuzas, publicada en 1885.  Y fue traductora del alemán de los poetas Heinrich Heine y Wolfgang Goethe.

## Honores
Miembro
- correspondiente de la Real Academia Gallega[4]

### Epónimos
- diciembre de 1971: se aprobó el nombramiento de una calle en la ciudad de La Coruña[5]

## Obras
- Escaramuzas, 1885
- La madre de Paco Pardo, 1898
- Batallas (inédita)